# Corleto Monforte
Corleto Monforte (Curléte in dialetto locale) è un comune italiano di 479 abitanti della provincia di Salerno in Campania.

## Geografia fisica
Corleto si trova inserita nel contesto naturalistico del parco nazionale del Cilento, Vallo di Diano e Alburni, ai piedi dei Monti Alburni ed a ridosso del Bosco di Corleto.

Sorge sulla strada provinciale che lo collega a Postiglione e passa per le Grotte di Castelcivita, mentre a sud è attraversato dalla SS 166. Il centro storico, che costituisce la quasi totalità dell'abitato, sorge a ridosso di una gravina che si affaccia sulla valle del fiume Fasanella.
- Classificazione sismica: zona 2 (sismicità media), Ordinanza PCM. 3274 del 20/03/2003.

## Storia
L'origine del nome risale al termine latino coryletum, traducibile come bosco di noccioli (Corylus avellana). Il termine Monforte deriva invece dai locali feudatari.
Francesco Torre, nel libro "Cenni storici di Corleto Monforte" edito nel 1893, a proposito della denominazione, scrive: "La prima denominazione data a Corleto fu, come rilevasi da documenti antichi, Cornito, che in prosieguo diventò Corneto, per uno di que' semplici mutamenti, che si verificano in altri nomi di città e paesi".
Varii sono i pareri intorno all'origine di questa denominazione. Taluni vogliono che Cornito, o Corneto, derivasse da cor nitidum,[dal latino nitidus, florido, fiorente, rigoglioso, n.d.r.] altri dal fatto che il suo tenimento era ricco di animali cornuti; e altri, infine, sostengono che il paese fu detto Cornito, da cornus arbor, imperocché vi erano delle selve di alberi corniole.
Di queste tre versioni la terza a noi sembra più plausibile, perché i primitivi Lucani, giusta il dire di Varrone, dell'Antonini, e di altri storici antichi, erano usi dare ai paesi il nome dalla natura del luogo ove li edificavano; e Corleto in quei tempi abbondava, come tuttora abbonda, di alberi corniole.
La ragione per la quale Corneto fu col volgersi dei secoli cambiato in Corleto, da noi non si sa. Solo mercé l'aiuto della filologia e della tradizione, siamo in grado di affermare che i Corletani perché di cuore allegro, chiamarono Corleto il loro paese da cor laetum, e di ciò sia pruova anco il fatto che Corleto ha per emblema il cuore.
Dal 1811 al 1860 ha fatto parte del circondario di Sant'Angelo a Fasanella, appartenente al distretto di Campagna del regno delle Due Sicilie.
Dal 1860 al 1927, durante il regno d'Italia ha fatto parte del mandamento di Sant'Angelo a Fasanella, appartenente al circondario di Campagna.
A far sì che Corleto venisse distinto dagli altri paesi omonimi, dai Corletani si stimò utile aggiungere la frase a Fasanella, che vale inverso l'antica Fasanella, posta sur un promontorio in mezzo al fiume di S. Angelo.
In seguito a disposizione ministeriale delli 30 giugno 1862 il consiglio comunale di Corleto con deliberazione del 18 novembre, detto anno, sostituiva alla frase a Fasanella dopo il nome Corleto, la parola Monforte; e così, d'allora in poi non più questo paese si chiamò Corleto a Fasanella, ma Corleto Monforte."

## Monumenti e luoghi d'interesse
- Il centro storico del paese è stato restaurato e dotato di percorsi turistici e cartelli. La parte terminale è sulla punta della gravina ed è costituita da una piazza a balconata che affaccia sulla valle del Fasanella. Detta estremità, rivolta verso ponente, è denominata Capodarmi, poiché costituiva il primo baluardo da cui si potevano respingere gli assalitori. Su Capodarmi si trovava la chiesa di San Teodoro, edificata nel 1500,  come si legge sull'architrave del portone. La tradizione non tenendo conto di ciò che si legge sull'architrave della porta di S. Teodoro, afferma che in questo tempio vi si adoravano gl'idoli: cosa che fa credere che quel tempio esistesse prima della venuta di Cristo. Suggestiva è la piazza Diana, cosiddetta perché si trovava nei pressi del tempio dedicato a Diana "Dea della caccia". Con la venuta di Cristo, secondo la tradizione, fu trasformato in cristiano, con la denominazione di S. Maria dell'Elice. Questo nuovo titolo si dette al tempio Diana nell'atto della sua trasformazione, poiché davanti ad esso vi era una pianta d'elice. La chiesa di S. Barbara, edificata nel 1762 in sostituzione di quella di S. Maria dell'elice, come si rileva dalle iscrizioni nel frontespizio della stessa, è la più grande del paese. Nella medesima si osservano delle antiche pitture, opere di scultura, fra cui la statua di S. Barbara, protettrice del paese, quadri, altari, fra i quali tre di marmo, compreso il maggiore, acquistato dal Canonico Severo Torre in Auletta. Sul lato destro della piazza Diana si erge sulla roccia sporgente il campanile di questa chiesa, che anticamente era la torre edificata poi nell'attuale piazza Umberto I (già piazza Sciuvolo, così chiamata dal fatto che vi si recavano i ragazzi a scherzare scivolando).
- Il bosco di Corleto è una grande area forestale situata sulla parte sudoccidentale dei Monti Alburni che tocca il Passo della Sentinella, al confine con San Rufo. È costituito principalmente da alberi di faggio ed è forestalmente contiguo con l'area, più meridionale, di Pruno.
- Il museo naturalistico degli Alburni, nato nel 1997 e situato nel centro del paese, è un'ampia struttura di monitoraggio faunistico e di ricerca scientifica nel campo biologico.

## Società

### Evoluzione demografica
Abitanti censiti

### Etnie e minoranze straniere
Sul territorio comunale risiedono, al 31 dicembre 2009, 24 cittadini stranieri (16 provenienti dalla Romania e 8 dalla Moldavia.

## Geografia antropica
L'unica frazione comunale è Carnale, costituita da un gruppo di case sparse e cascinali, ed è situata sulla strada statale.

## Infrastrutture e trasporti

### Strade
- Strada statale 166 degli Alburni;
- Strada provinciale 12/b Bivio S.Vito-Ottati-S.Angelo a Fasanella-Corleto Monforte-Cimitero di Corleto.

## Amministrazione

### Sindaci
| Periodo        | Periodo        | Primo cittadino    | Partito                        | Carica  | Note |
| -------------- | -------------- | ------------------ | ------------------------------ | ------- | ---- |
| 6 giugno 1993  | 27 aprile 1997 | Domenico Capozzolo | lista civica                   | Sindaco |      |
| 27 aprile 1997 | 13 giugno 2001 | Domenico Capozzolo | centro                         | Sindaco |      |
| 13 giugno 2001 | 28 maggio 2006 | Nicola Auricchio   | lista civica                   | Sindaco |      |
| 29 maggio 2006 | 15 maggio 2011 | Antonio Sicilia    | lista civica                   | Sindaco |      |
| 16 maggio 2011 | 3 ottobre 2021 | Antonio Sicilia    | lista civica Per Corleto       | Sindaco |      |
| 4 ottobre 2021 | in carica      | Filippo Ferraro    | lista civica Corleto Nel Cuore | Sindaco |      |

### Altre informazioni amministrative
Il comune fa parte della Comunità montana Alburni.
Le competenze in materia di difesa del suolo sono delegate dalla Campania all'Autorità di bacino interregionale del fiume Sele.